# Peau d'ange (film, 1986)
Pour les articles homonymes, voir Peau d'ange.
Pour plus de détails, voir Fiche technique et Distribution.
Peau d'ange est un film français réalisé par Jean-Louis Daniel, sorti en 1986.

## Synopsis
Riche et belle femme, Héléna vit dans le souvenir de son mari, suicidé par désespoir amoureux trente ans plus tôt. Quelques visites rythment sa vie oisive : Angélina dite "Ange", une infirmière, un amant intéressé, un vieil ami. 
Héléna engage comme secrétaire Milo, garçon mystérieux et autoritaire qui se rend vite indispensable. Mais le malaise s'installe : Milo éloigne les visiteurs et rappelle beaucoup son époux défunt à Héléna.

## Fiche technique
- Titre : Peau d'ange
- Réalisation : Jean-Louis Daniel
- Scénario : Jean-Louis Daniel et Philippe Setbon
- Photographie : Richard Andry
- Son : Jean-Marcel Milan
- Décors : Denise Cohen
- Musique : Philippe Servain
- Montage : Isabelle Rathery
- Société de production : Zora Productions
- Pays d'origine :  France
- Durée : 80 minutes
- Date de sortie : France, 29 janvier 1986

## Distribution
- Robin Renucci : Milo
- Alexandra Stewart : Héléna
- Véronique Delbourg : Angélina
- Jean-Paul Muel : Alexandre
- Jeffrey Kime : le gigolo
- Agnès Cassandre : Héléna jeune
- Patrice Melennec : l'amant